# Ескендиров, Самат Сапарбекович
Самат Сапарбекович Ескендиров (каз. Самат Сапарбекүлы Ескендіров; 24 июля 1966, с. Симферопольское, Кокчетавская область, Казахская ССР, СССР) — казахстанский политик. Депутат Сената Парламента Казахстана IV созыва. Аким Северо-Казахстанской области (2013—2014).

## Биография
Родился 24 июля 1966 года в селе Симферопольское Кокчетавского района Кокчетавской области.
В 1990 году окончил Целиноградский сельскохозяйственный институт по специальности «инженер-механик», в 2005-м — магистратуру Кокшетауского института экономики и менеджмента.
Август — ноябрь 2004 года — заместитель начальника департамента сельского хозяйства и земельных отношений Северо-Казахстанской области.
Ноябрь 2004 года — апрель 2007 года — аким Жамбылского района Северо-Казахстанской области.
Апрель — октябрь 2007 года — аким Кызылжарского района Северо-Казахстанской области.
Октябрь 2007 года — апрель 2010 года — заместитель акима Северо-Казахстанской области.
Апрель 2010 года — август 2011 года — первый заместитель акима Северо-Казахстанской области.
Сентябрь 2011 года — январь 2013 года — депутат Сената Парламента Республики Казахстан IV созыва от Северо-Казахстанской области.
Январь 2013 года — май 2014 года — аким Северо-Казахстанской области. Под конец акимства Ескендирова ряд государственных служащих допустили нарушения, по которым были возбуждены уголовные дела в отношении руководителя управления строительства, заместителя акима района. В связи с этим аким области подал в отставку, и она была принята президентом.
В 2024 году был осуждён на пять лет лишения свободы условно за мошенничество. Для получения кредитов Ескендиров с другим лицом изготовили подложные протоколы собраний без согласия участников ТОО и предоставили в залог земельные участки жителей села Бурабайского района Акмолинской области.

## Награды
- Орден «Курмет» (2007 год)
- Медаль «10 лет независимости Республики Казахстан» (2001 год)
- Медаль «10 лет Конституции Республики Казахстан» (2005 год)
- Медаль «10 лет Астане» (2008 год)

## Личная жизнь
Женат, трое детей: сыновья — Канат (род. 1990), Алмат (род. 1995); дочь — Салтанат (род. 2001).